# Wegenmonument van Patara
Het wegenmonument van Patara (Stadiasmus Patarensis) is een Romeinse erezuil uit 45/46 na Christus en 's werelds oudst bekende wegenkaart. De ruim zes meter hoge zuil stond op de kade van de voormalige haven van Patara, een antieke stad aan de Middellandse Zee in het huidige Turkije. Het heeft bijgedragen aan een zeer gedetailleerd geografisch beeld van Lycië, dat toen een provincie van het Romeinse Rijk was.
Terwijl het op het eerste gezicht als wegenkaart van Lycië leek te dienen, wordt thans waarschijnlijker geacht dat het een monument was die de Romeinse heerschappij over het toenmalige land symboliseerde. Deze in 1993 ontdekte "vondst van de [20e] eeuw" (aldus epigrafen) is verplaatst naar het archeologisch museum van Antalya en voorgedragen voor de UNESCO-werelderfgoedlijst.

## Geschiedenis
Het Romeinse Rijk verloste Lycië in 167 voor Christus van Rhodos' overheersing. Rome vergrootte vervolgens  in 46 voor Christus haar invloed over het land middels een verdrag getekend door Julius Caesar.
41 na Christus stuurde Claudius I, toenmalige keizer van Rome, Quintus Veranius naar Lycië om orde op zaken te stellen. Romeinse belangen werden er namelijk bedreigd door nepotisme, een burgeroorlog en wetteloosheid. Een opstand van rebellen aan de noordelijke grens van Lycië met Kibyra werd door Veranus met een militaire campagne neergeslagen. Ten slotte werd Lycië in 43 na Christus door Rome geannexeerd. Veranus, aangewezen als gouverneur van deze nieuwe Romeinse provincie, droeg de macht over aan geselecteerde nobelen van het Lycische volk. In die periode werd door Rome tientallen wegen gebouwd die de Lycische steden met elkaar verbonden. Dit droeg bij aan de opleving van de handel en veiligheid van het bergzame land en de consolidatie van de Romeinse heerschappij.
In 47 na Christus werd op de kade van de haven van Patara - toen de hoofdstad van Lycië - onder toezicht van Veranius en ter ere van keizer Claudius de zuil gebouwd. Het werd een monument dat de voltooiing van het twee eeuwen eerder begonnen inlijvingsproces van Lycië reflecteerde.  Arriverende zeevaarders konden zich op basis van informatie op deze zuil oriënteren, hoewel thans vermoed wordt dat de zuil vooral een symbool van Romeinse heerschappij was.
De zuil raakte in de loop van de tijd in de vergetelheid en verdween in de binnenhaven van Patara. Van het bestaan ervan was niets meer bekend tot in 1993 door brandstichting een tussen de ruïnes van Patara ontoegankelijk geworden gebied blootgelegd werd en de restanten van het ingestorte monument ontdekt werden. De brokstukken werden uit het moeras gevist en weer samengesteld. Thans staat de zuil in het archeologische museum van Antalya.

## Beschrijving
Het monument is een 6,04 meter hoge natuurstenen zuil vervaardigd uit tien rijen blokken op een sokkel en met een rechthoekige doorsnede van 2,35 bij 1,60 meter. Zeer waarschijnlijk heeft er een standbeeld van keizer Claudius te paard op gestaan.
De zuil is aan drie zijden gebeiteld met inscripties. Een brede zijde is gewijd aan Claudius, met een beschrijving van de historische context:

ΤΙΒΕΡΊΩΙ ΚΛΑΥΔΊΩΙ ΔΡΟΎΣΟΥ ΥἱῶΙ ΚΑΊΣΑΡΙ ΣΕΒΑΣΤῶΙ ΓΕΡΜΑΝΙΚῶΙ, ἀΡΧΙΕΡΕῖ ΜΕΓΊΣΤΩΙ, ΔΗΜΑΡΧΙΚῆΣ ἐΞΟΥΣΊΑΣ Τὸ ΠΈΜΠΤΟΝ, ΑὐΤΟΚΡΆΤΟΡΙ Τὸ ἑΝΔΈΚΑΤΟΝ, ΠΑΤΡὶ ΠΑΤΡΊΔΟΣ, ὑΠΆΤΩΙ Τὸ ΤΈΤΑΡΤΟΝ ἀΠΟΔΕΔΕΙΓΜΈΝΩΙ, ΣΩΤῆΡΙ ΤΟῦ ἑΑΥΤῶΝ ἔΘΝΟΥΣ, ΛΎΚΙΟΙ ΦΙΛΟΡΏΜΑΙΟΙ ΚΑὶ ΦΙΛΟΚΑΊΣΑΡΕΣ ΠΙΣΤΟὶ ΣΎΜΜΑΧΟΙ ἀΠΑΛΛΑΓΈΝΤΕΣ ΣΤΆΣΕΩΣ ΚΑὶ ἀΝΟΜΊΑΣ ΚΑΊ ΛῃΣΤΕΙῶΝ ΔΙὰ ΤὴΝ ΘΕΊΑΝ ΑὐΤΟῦ ΠΡΌΝΟΙΑΝ, ἀΠΕΙΛΗΦΌΤΕΣ Δὲ ὁΜΌΝΟΙΑΝ ΚΑὶ ΤὴΝ ἴΣΗΝ ΔΙΚΑΙΟΔΟΣΊΑΝ ΚΑὶ ΤΟὺΣ ΠΑΤΡΊΟΥΣ ΝΌΜΟΥΣ, ΤῆΣ ΠΟΛΕΙΤΕΊΑΣ ΤΟῖΣ ἐΞ ἀΡΊΣΤΩΝ ἐΠΙΛΕΛΕΓΜΈΝΟΙΣ ΒΟΥΛΕΥΤΑῖΣ ἀΠὸ ΤΟῦ ἀΚΡΊΤΟΥ ΠΛΉΘΟΥΣΠΙΣΤΕΥΘΕΊΣΗΣ, ΔΙ’ ὃ ΤῆΣ ΠΑΤΡΊΔΟΣ ὑΠ’ ΑὐΤΟῦ ἐΠΕΚΡΑΤΉΘΗΣΑΝ ΔΙὰ ΚΟΪΝΤΟΥ ΟὐΗΡΑΝΊΟΥ ΠΡΕΣΒΕΥΤΟῦ ΚΑὶ ἀΝΤΙΣΤΡΑΤΉΓΟΥ ΤΙΒΕΡΊΟΥ ΚΛΑΥΔΊΟΥ ΚΑΊΣΑΡΟΣ ΣΕΒΑΣΤΟῦ(Aan de zoon van Drusus, Tiberius Claudius Caesar Augustus Germanicus, de pontifex maximus, in het vijfde jaar van zijn heerschappij, voor de elfde keer keizer, vader des vaderlands, voor de vierde keer consul, redder van hun volk, zijn de Lyciërs, toegewijde bondgenoten van Rome en Caesar, bevrijd van factie, wetteloosheid en struikroverij door zijn goddelijke voorzienigheid en genieten ze weer eenheid, gerechtigheid en naleving van de oude wetten in hun staat, sinds het bestuur toevertrouwd aan raadsleden gekozen uit de meest vooraanstaande leden van de onwetende meerderheid en hiermee is hen hun vaderland teruggegeven door hem, die middels Quintus Veranius, legatus propreator van Tiberius Claudius Caesar Augustus.)

Tegen de klok in, op de korte zijde van de zuil, volgt een presentatie van de Romeinse wegenbouw in Lycië:

ΤΙΒΈΡΙΟΣ ΚΛΑΎΔΙΟΣ ΔΡΟΎΣΟΥ ΥἱὸΣ ΚΑῖΣΑΡ ΣΕΒΑΣΤὸΣ ΓΕΡΜΑΝΙΚὸΣ ὁ ΤῆΣ ΟἰΚΟΥΜΈΝΗΣ ΑὐΤΟΚΡΆΤΩΡ ὁΔΟὺΣ ΚΑΘ’ ὅΛΗΝ ΛΥΚΊΑΝ ἐΠΟΊΗΣΕΝ ΔΙὰ ΤὴΝ ΚΟΪΝΤΟΥ ΟὐΗΡΑΝΊΟΥ ΤΟῦ ἰΔΊΟΥ ΠΡΕΣΒΕΥΤΟῦ ἀΝΤΙΣΤΡΑΤΉΓΟΥ ὑΠΗΡΕΣΊΑΝ ὧΝ ἐΣΤΙΝ ΜΈΤΡΟΝ Τὸ ὑΠΟΓΕΓΡΑΜΜΈΝΟΝ(Zoon van Drusus, Tiberius Claudius Caesar Augustus Germanicus, keizer van het hele rijk, heeft zijn legatus propraetor Quintus Veranius wegen laten aanleggen in heel Lycië, zoals vermeld in onderstaande inventarisatie.)

Waarna een inventarisatie volgt van Lycische steden en 67 afstanden, uitgedrukt in stadia, een Romeinse lengtemaat. Deze afstanden waren voor het merendeel door Romeinen gebouwde Lycische wegen die de steden verbonden.
Deze inventarisatie loopt verder op de volgende lange zijde van de zuil. De kortzijdige achterkant van de zuil is blanco gelaten.

## Betekenis

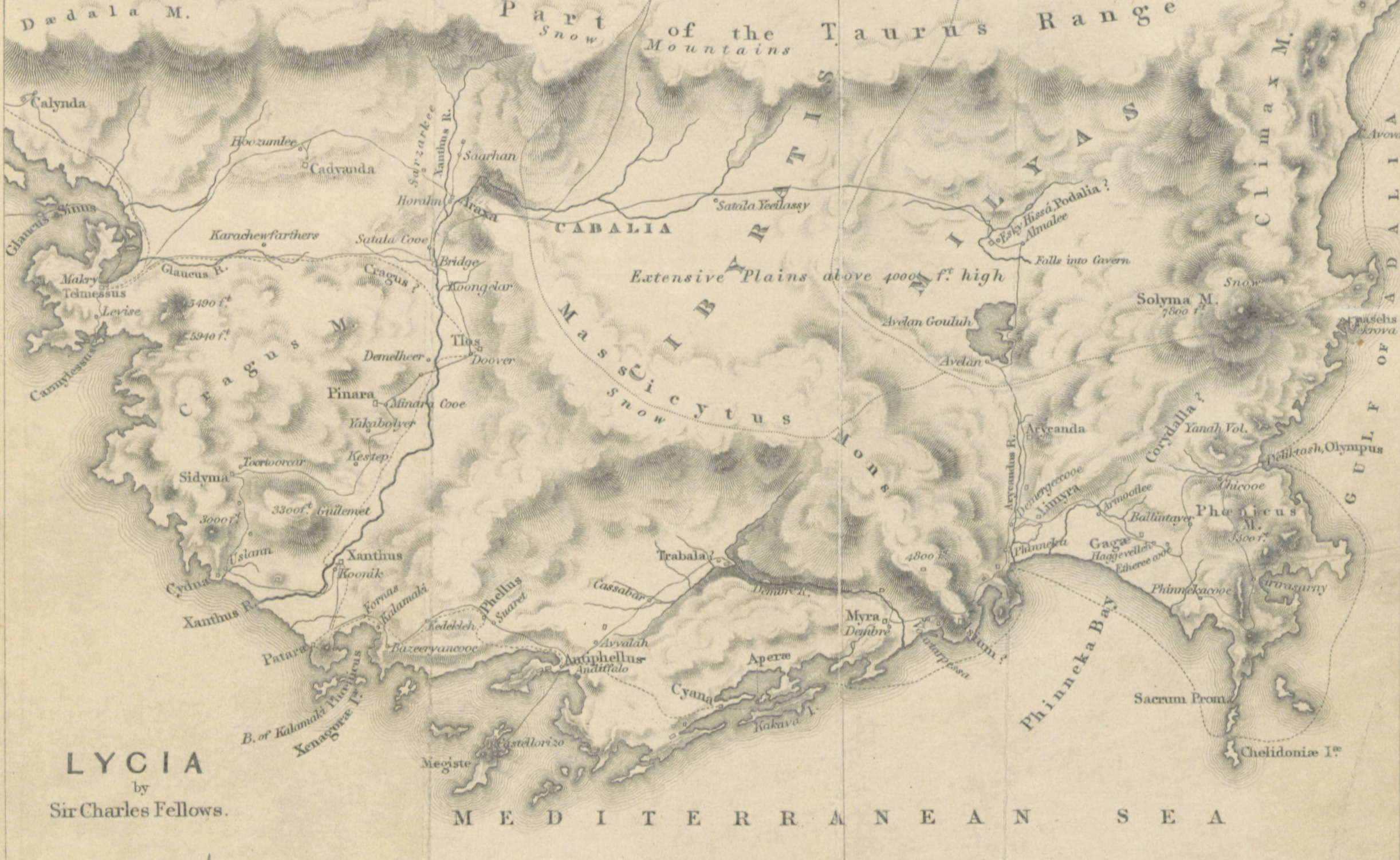
Lycië zoals het in de 19e eeuw bekend was

Aanvankelijk werd gedacht dat de zuil als wegenkaart c.q. wegwijzer functioneerde. Maar dit zou zo onpraktisch geweest zijn, dat van deze hypothese is afgestapt en thans is het vermoeden dat het om een erezuil gaat, dat vooral als propaganda van Romeinse heerschappij over Lycië functioneerde.

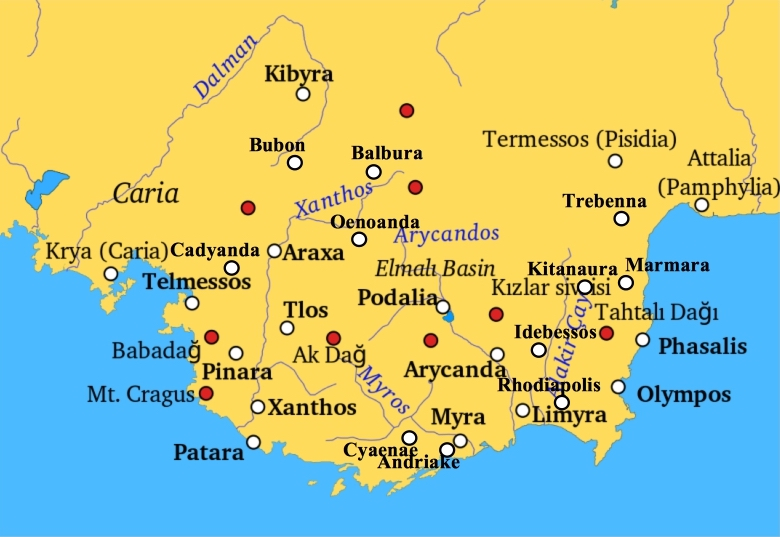
De Lycische steden in de klassieke oudheid.

Vanuit hedendaags perspectief hebben de inscripties op de zuil grote waarde omdat het een stuk geschiedenis van het Romeinse Rijk in Lycië geeft. Ook kan op basis van de weergegeven plaatsnamen en onderlinge afstanden, de geografische kaart van Lycië uitgetekend worden. Deze was tot de ontdekking van deze zuil verre van compleet.